# Dança em grupo

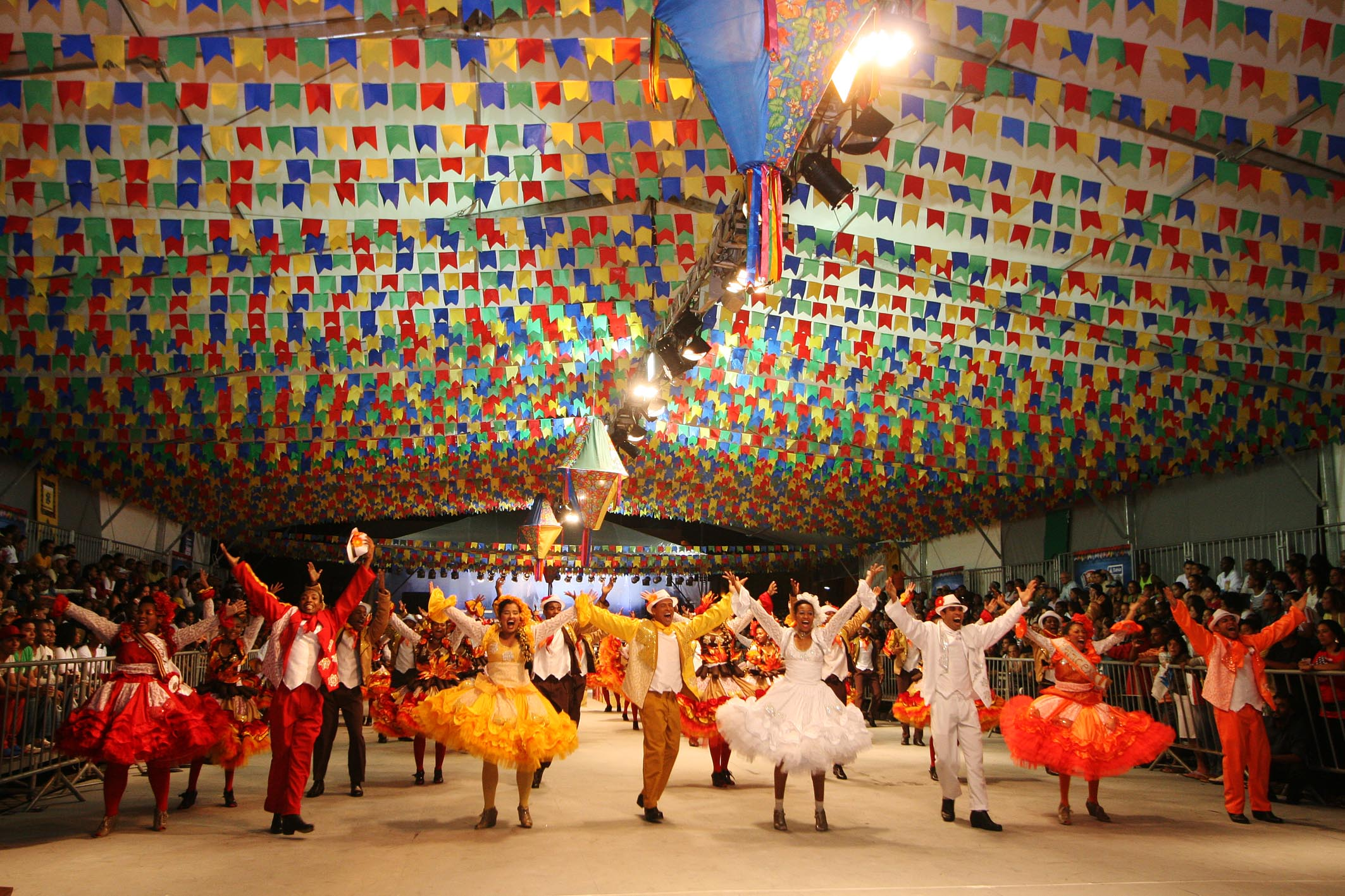
Quadrilha de festa junina.

A dança em grupo é um tipo de dança executada por múltiplas pessoas simultaneamente (coletiva), diferente de danças individuais e de danças de casais / em pares dançando independente. As danças são geralmente coordenadas ou padronizadas de forma que todos os indivíduos do grupo estejam fazendo os mesmos passos ao mesmo tempo. Alternativamente, vários grupos dentro de um grupo maior podem dançar partes diferentes, mas conplementares, de uma dança maior.
São danças geralmente intencionadas para participação em vez de apresentação e que pode ser conduzida e seguida com facilidade relativa. Elas são dançadas geralmente para socialização ou entretenimento, mas podem ter funções cerimoniais ou de apresentação. 

## Tipos
Alguns tipos de danças coletivas:
- Contradança: dança composta por filas longas de casais. Um exemplo é a quadrilha de festa junina, que apresenta também uma estrutura circular.[2][3][4]
- Dança em linha: Grupos de pessoas dançam em linhas ou colunas executando passos ao mesmo tempo. Todos ficam virados para a mesma direção ou virados um para ou outro. Diferentes de outras danças, geralmente não há contato físico entre os dançarinos. Em coreografias.[1][5]
- Dança em roda: Dança em que os indivíduos estão conectados um com os outros (de mãos dadas) formando uma corrente circular (uma roda). É a forma mais antiga de dança coletiva. Cirandas são os exemplos mais comuns.[1][6][7]
- Dança em circulo: É uma forma de dança de salão em que os casais formam um padrão circular e com movimentação geralmente no sentido anti-horário. Um exemplo é a rueda de casino cubana. A ronda do samba de gafieira é inspirada nessa ideia.[8][9]

Exemplos de danças em grupo:
- Rueda de casino
- Quadrilha
- Carimbó
- Ciranda